# Legião (filme)
Legion (bra/prt: Legião) é um filme norte-americano de 2010, dos gêneros ação, suspense e fantasia, dirigido por Scott Stewart, com roteiro dele e Peter Schink.
Adaptação dos quadrinhos homônimos, o filme estreou nos EUA em 22 de janeiro de 2010 (no Brasil, 26 de março), lançado diretamente em DVD).

## Sinopse
Quando Deus perde a fé na humanidade, ele envia seu exército de anjos, liderados por Gabriel para iniciar o Apocalipse. A única esperança da humanidade está num grupo de pessoas estranhas e em Miguel.
Miguel (Paul Bettany) cai na Terra, na cidade de Los Angeles, onde corta suas asas e invade uma loja coreana de brinquedos importados que esconde armas de fogo. Na saída da loja confronta com dois policiais, quando um deles é possuído e mata o outro. Miguel mata o policial possuído e rouba sua viatura.
Ele chega a uma lanchonete isolada, próximo ao deserto de Mojave, que se torna um campo de batalha onde será decidida a sobrevivência ou extinção da raça humana.

## Produção
No dia 20 de março de 2008, a Screen Gems anunciou que produziria a adaptação da HQ de mesmo nome para o cinema, com a direção do estreante Scott Stewart e com Dennis Quaid, Tyrese Gibson, Jon Tenney, Charles S. Dutton, Lucas Black, Kate Walsh, Adrianne Palicki, Kevin Durand e Willa Holland e Paul Bettany no elenco, e com Stewart e Peter Schink no roteiro.

## Elenco
- Paul Bettany… Miguel
- Lucas Black… Jeep Hanson
- Tyrese Gibson… Kyle Williams
- Adrianne Palicki… Charlie
- Charles S. Dutton… Percy Walker
- Kevin Durand… Gabriel
- Jon Tenney… Howard Anderson
- Willa Holland… Audrey Anderson
- Kate Walsh… Sandra Anderson
- Dennis Quaid… Bob Hanson
- Jeanette Miller… Gladys Foster

## Critica
Legion teve recepções negativas por parte da crítica especializada. No Rotten Tomatoes, o filme recebeu uma aprovação de 19%, com base em 101 avaliações, com uma classificação média de 3,8/10. No site Metacritic, o filme tem uma nota de 32 em 100, com base em 14 críticos. No IMDb, reservado para a avaliação do público, o filme tem uma nota 5,2/10.

## Sequência
No dia 4 de dezembro de 2013, O canal pago estadunidense Syfy encomendou Dominion, série baseada nos personagens do filme. A trama é ambientada 25 anos no futuro, 25 anos após uma guerra entre um exército de humanos e os humanos transformaram o mundo. A série acompanhará a jornada de um jovem e rebelde soldado que descobre ser a última salvação da humanidade. Estão no elenco Christopher Egan, Tom Wisdom, Roxanne McKee, Alan Dale, Anthony Stewart Head e Luke Allen-Gale. Scott Stewart, diretor e roteirista do longa, dirigiu o piloto e servirá de produtor-executivo de Dominion.
No dia 25 de setembro de 2014, a série foi renovada para uma segunda temporada.
No dia 13 de outubro de 2015, a serie foi oficialmente cancelada.

## Imagens
Elenco promovendo o filme no San Diego Comic-Con:

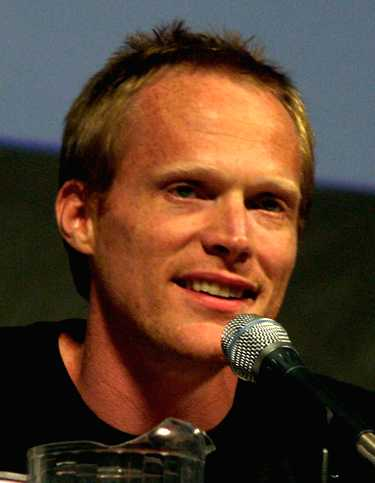
Paul Bettany como Arcanjo Miguel
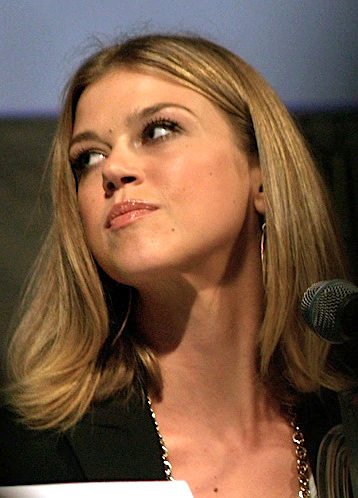
Adrianne Palicki como Charlie
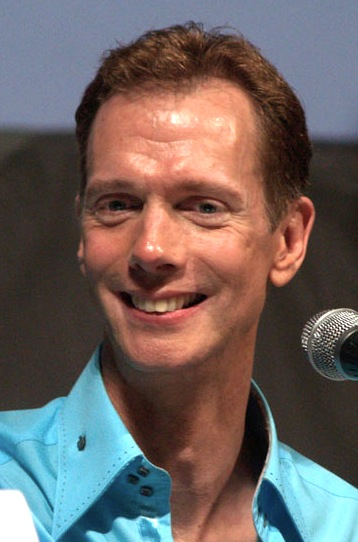
Doug Jones como sorveteiro